# از رگ هر تاک دشت سایه‌ها
از رگ هر تاک دشت سایه‌ها رمانی از خسرو حمزوی است که در سالِ ۱۳۸۳ منتشر شد. مجموعهٔ شعرِ «از من مپرس که شب چی‌ست» پیوستِ این رمان بود که چاپش مقدور نشد و در کتابِ خانه‌ای در کال سوسن، از من مپرس که شب چی‌ست آمد.

## داستان
اسفار در ارگ ذونور می‌میرد و ساعتی بعد نوه‌زاده‌اش، مهریز، که نامش دمِ مرگ از زبانش نمی‌افتاده، سرمی‌رسد تا گِلهٔ ریاض را به فرامرز برساند که چرا مادرش را تنها رها کرده و به پدرِ قماربازش، مشکان، روی آورده است. اسفار ارگ را به مهریز هبه کرده، ولی برادرِ اسفار، یگانه، و پسرِ یگانه که وکیل خانواده است، مشکان، از این کار ناخرسندند. عمّه خاور طرفدارِ مهریز است. مهریز که بی‌اعتناست با هم‌سالانش شب به خانهٔ دکتر لازار می‌روند و یگانه از خشم سر و صورت جنازهٔ اسفار را زخمی می‌کند. مهریز می‌رسد و جلویش را می‌گیرد. اسفار در پیردانگه به خاک سپرده می‌شود و شفا و هدا و اسکدار، سه فرزندخواندهٔ عقب‌افتادهٔ ذهنیش، از آن پس در ارگ به جستجویش می‌پردازند و یگانه را خشمگین می‌کنند و در پناهِ هستا، دخترِ کوچک‌ترِ یگانه، و عمّه خاور زندگی می‌کنند. هستا که از دلدار پیشین، ابراهیم مصباح، دور مانده، در یک زد و بند خانوادگی با اسفندیار شبانکاره ازدواج می‌کند. اسفندیار زمین‌های کوهپایه را به نام هستا می‌کند تا خانوادهٔ ذونور در آن شهرک‌سازی کند. یگانه استخوان‌های مردگان شبانکاره را از کلاتِ شبانکاره، که می‌خرد، به ارگ می‌آورد و با خانواده برشان پای‌کوبی می‌کند. اسفندیار در املاک خودش اصلاحات ارضی می‌کند و ملّاکان دیگر را به خشم می‌آورد. در نتیجه در توطعه‌ای تیر می‌خورد و به تدریج می‌میرد و نزدیک اسفار به خاک سپرده می‌شود و هستا به املاکش رسیدگی می‌کند. فرامرز با نایین به آیین مانو می‌گرود و به جزیرهٔ مانو می‌رود و بیمار می‌شود و می‌میرد. مشکان دارایی خانواده، از جمله ارگ، را در قمار به برزو شبانکاره می‌بازد و در یک قرارداد صوری قانونی فروش واگذار می‌کند و خودکشی می‌کند. برزو، به میانجی‌گری مهریز، ریاض را از بدهکاری نجات می‌دهد. مهریز به توطئهٔ آدم‌های یگانه، از اداره اخراج می‌شود و در سفری به بیدگاه نام و نشان مادرش را، که یگانه طرد کرده بود، از خاله نگار می‌شنود. در بازگشت به ارگ می‌رود، می‌بیند یگانه استخوان‌های زنش را در مقام آویخته. هدا و شفا و اسکدار به یگانه حمله می‌کنند، هستا اسکلت مادر را در آغوش می‌گیرد و کشته شدنِ یگانه را تماشا می‌کند.